# 船津公人
船津 公人（ふなつ きみと、1955年12月3日 - ）は、日本の化学者。理学博士。東京大学名誉教授。ケモインフォマティクス、データ駆動型化学を専門とする応用化学者。

## 経歴
1974年3月鹿児島県立甲南高等学校卒業。1978年3月九州大学理学部（化学）卒業、1983年3月九州大学大学院理学研究科博士後期課程修了。豊橋技術科学大学物質工学系助手（1984年3月-1990年3月）、講師（1990年4月-1992年3月）、同大学知識情報工学系助教授（1992年4月-2004年3月）を経て、2004年4月から東京大学工学系研究科化学システム工学専攻教授。2011年ストラスブール大学招聘教授。2017年10月から東京大学とのクロスアポイントメントにより奈良先端科学技術大学院大学データ駆動型サイエンス創造センター（DSC）研究ディレクターを兼任。
2019年にアメリカ化学会からHerman Skolnik賞（en:Herman Skolnik Award：理論化学および化学情報学の発展に貢献した研究者を毎年1名選出）を授与される。「データ駆動型化学の開拓」の功績により、2021年1月に2020年度日本化学会第38回学術賞受賞。2021年3月末に東京大学工学系研究科教授を定年退職し、東京大学名誉教授。2021年4月以降も引き続き奈良先端科学技術大学院大学にてデータ駆動型サイエンス創造センター研究ディレクター・特任教授。

## 所属学会
2020年時点
- 人工知能学会
- 日本化学会
  - 日本化学会情報化学部会
- アメリカ化学会